# Franklin (Virgínia)
Franklin é uma cidade independente localizada no estado americano de Virgínia. A sua área é de 21,6 km², sua população é de 8 346 habitantes, e sua densidade populacional é de 385,9 hab/km² (segundo o censo americano de 2000).